# フランクフルト（オーダー）市電
フランクフルト（オーダー）市電（フランクフルトオーダーしでん、ドイツ語: Straßenbahn Frankfurt (Oder)）は、オーダー川に面したドイツの都市・フランクフルト（オーダー）市内を走る路面電車。ドイツ帝国時代の1898年に開通した長い歴史を持つ路線網で、2020年現在は5つの系統が存在し、フランクフルト（オーダー）の公営企業であるフランクフルト（オーダー）都市交通会社（Stadtverkehrsgesellschaft mbH Frankfurt (Oder)、SVF）によって運営される。

## 歴史

### 開業から第二次世界大戦まで
フランクフルト（オーダー）の街に路面電車が開通したのは19世紀末、1898年1月22日の事であった。同日に開業式典が行われたのち、翌1月23日から3系統、営業キロ9.5kmの路線網で本格的な営業運転が始まった。建設に際しては1896年にフランクフルト（オーダー）市との間に締結された契約に基づき、ベルリンに本社を置いていた電機メーカーのAEGによる線路や架線の敷設に加え、フランクフルト（オーダー）市内に電力を供給する発電所の建設が実施された。
開業初年度の利用客は190万人を記録し、フランクフルト（オーダー）市内の重要な公共交通機関として認知された路面電車は、1899年以降幾度かにわたって延伸が行われ、1906年時点の営業キロは12 kmに拡大した。また、開業当初の運営権はAEGが所有していたが、1899年にアルゲマイネ地方軌道（Allgemeine Lokal-und Straßenbahn AG）へ譲渡された。だが、第一次世界大戦中は修理部品の不足に加えて発電所の燃料となる石炭不足が深刻化し、路面電車の運行は縮小を余儀なくされた。また、男性従業員が徴兵されたため女性運転士が緊急に登用される事態となった。そして1918年以降、石炭税や交通税の上昇に伴い路面電車の運賃は上昇を続け、同年1月1日では10ペニヒだったものが7月1日には15ペニヒ、1922年には50ペニヒとなった。更にハイパーインフレーションが重なった結果、1923年11月の時点で運賃は1,000億マルクを記録する事態となった。この事態を受けて路面電車の運営組織が再編され、1922年にアルゲマイネ地方軌道とフランクフルト（オーダー）市が共同出資するフランクフルト発電会社（Frankfurter Elektrizitätswerke GmbH、F.E.W.）が設立された。
ハイパーインフレーションが収束し、経済も落ち着きを取り戻し始めて以降、路面電車は再度規模の拡大を始めた。1924年には本数増加や列車の運行時間帯延長などのダイヤ改正が行われた他、1927年からは進段（ノッチ）数を増加させ細かな速度制御が可能となった新型電車の増備も実施された。また、同年には2号線の延伸も実施されている。翌1928年からは更なる増便が実施されたが、それに伴う運用コスト増加のため、翌年にはハイパーインフレーション終息後に減少した運賃の増加も行われた。また、同年代以降フランクフルト発電会社は路線バス事業にも参入し、都市の拡大や路面電車の補完に対応した運用が組まれた。
その後、1936年には都市の拡大や兵舎の建設に伴い2号線の延伸が実施され、1938年には系統の再編によりフランクフルト（オーダー）市電は5系統による運用となった。その一方、フランクフルト発電会社は運賃や延伸路線の収益性の低さにより高い損失を記録する状態が続き、フランクフルト（オーダー）市は会社の買収も検討するようになった。そして第二次世界大戦中の1941年以降、事実上フランクフルト（オーダー）市電は市によって運営される形になった。
だが戦時中、フランクフルト（オーダー）市電の運営は困難なものとなり、修理部品や電力不足により増加する輸送量に対応できない状態となった。また、1943年以降一部の停留所の廃止が行われ、翌1944年からは郵便や物資の輸送にも使われるようになった。同年からフランクフルト（オーダー）市は連合国による空襲の対象となり、翌1945年2月からは住民の避難が行われた。そして4月19日、ドイツ軍はオーダー川にかかる橋梁を路面電車の路線ごと爆破し、その3日後の4月22日にフランクフルト（オーダー）市内は大規模な空襲により壊滅的な被害を受け、路面電車は運行を停止した。

### 東ドイツ時代
戦争により崩壊したフランクフルト（オーダー）市電の再興は同市を一時占領したソビエト連邦軍（赤軍）の主導によって行われ、1945年7月に3号線が運行を再開して以降急速に復旧が進み、翌1946年には最短8分間隔での運行が可能な程に回復した。その後も発電所の再建が進んでいなかった事による電力不足や1947年の水害などによる被害があったものの、1949年には復旧した3系統で10分間隔の運行が継続して実施されるようになった。また、路面電車の運営権については1948年にフランクフルト（オーダー）市へ正式に移管した後、東ドイツ政府の方針による自治体住宅企業（Kommunalwirtschaftsunternehmen、KWU）輸送部門の管理を経て、1951年からは人民公社であるフランクフルト（オーダー）市輸送会社（VEB Verkehrsbetriebe der Stadt Frankfurt (Oder)）によって運営が行われる事となった。
1950年代はフランクフルト（オーダー）市電の近代化が進んだ時期であり、1956年12月10日には東ドイツ国内で製造された2軸車が20年ぶりの新型車両として運行を開始し、1958年には車両の集電装置の従来のポールからパンタグラフへの交換が完了した。更にその前年となる1957年には2号線がカールマルクス通り（Karl-Marx-Straße）へと延伸した。また列車運営の合理化も進み、1958年には乗客自身が乗車券への刻印を行う信用乗車方式の運用が試験的に始まった後、1966年までに全区間へ拡大した。
その一方で、当時のフランクフルト（オーダー）市電は将来的に路線バスへ置き換える計画が存在しており、1960年代以降は路線の延伸が実施されず、車両の増備も東ドイツ各都市からの譲渡によって賄われるようになった。また、1969年には再度運営組織の再編が実施され、フランクフルト（オーダー）路面電車・自動車会社（VEB Kraftverkehr und Straßenbahn Frankfurt (Oder)）が設立された。これらの影響で1970年には一部路線が廃止されたものの、路面電車を置き換える分のバスが不足していた事、延伸や整備により路面電車の需要拡大が見込まれた事、更にオイルショックの影響によって路面電車の重要性が見直され、廃止計画は撤回された。それ以降、1976年の3号線の延伸を皮切りに再度路線網は拡大を始め、同年7月5日からは4号線が、1982年からは5号線が、そして1985年からは6号線が運行を開始した。車両についても1987年に数十年ぶりの新造車両となる、チェコスロバキア（現：チェコ）のČKDタトラが製造した路面電車車両・KT4D（タトラカー）の導入が実施された。
1988年時点でのフランクフルト（オーダー）市電の営業キロは43.8 km、年間利用者数は1,650万人を記録し、22両のKT4Dに加えて東ドイツ製の2軸車（ゴータカー）が計100両（電動車51両、付随車49両）営業運転に使用されていた。

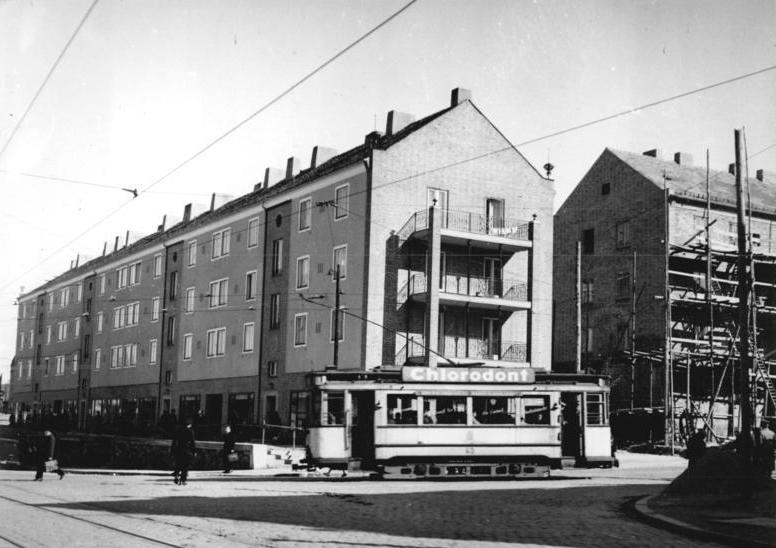
戦前製の2軸車（1953年撮影）
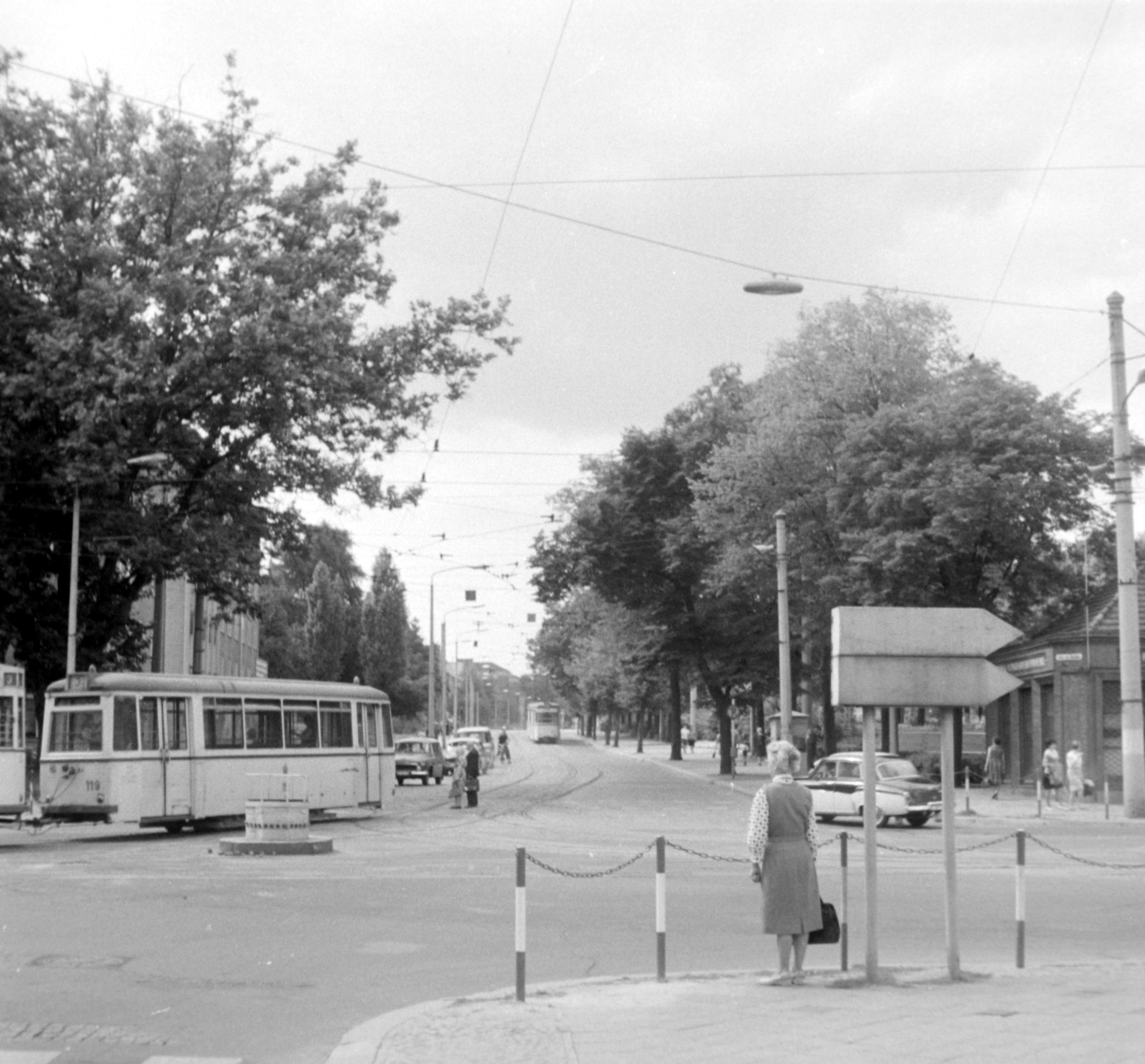
1967年のフランクフルト（オーダー）市電
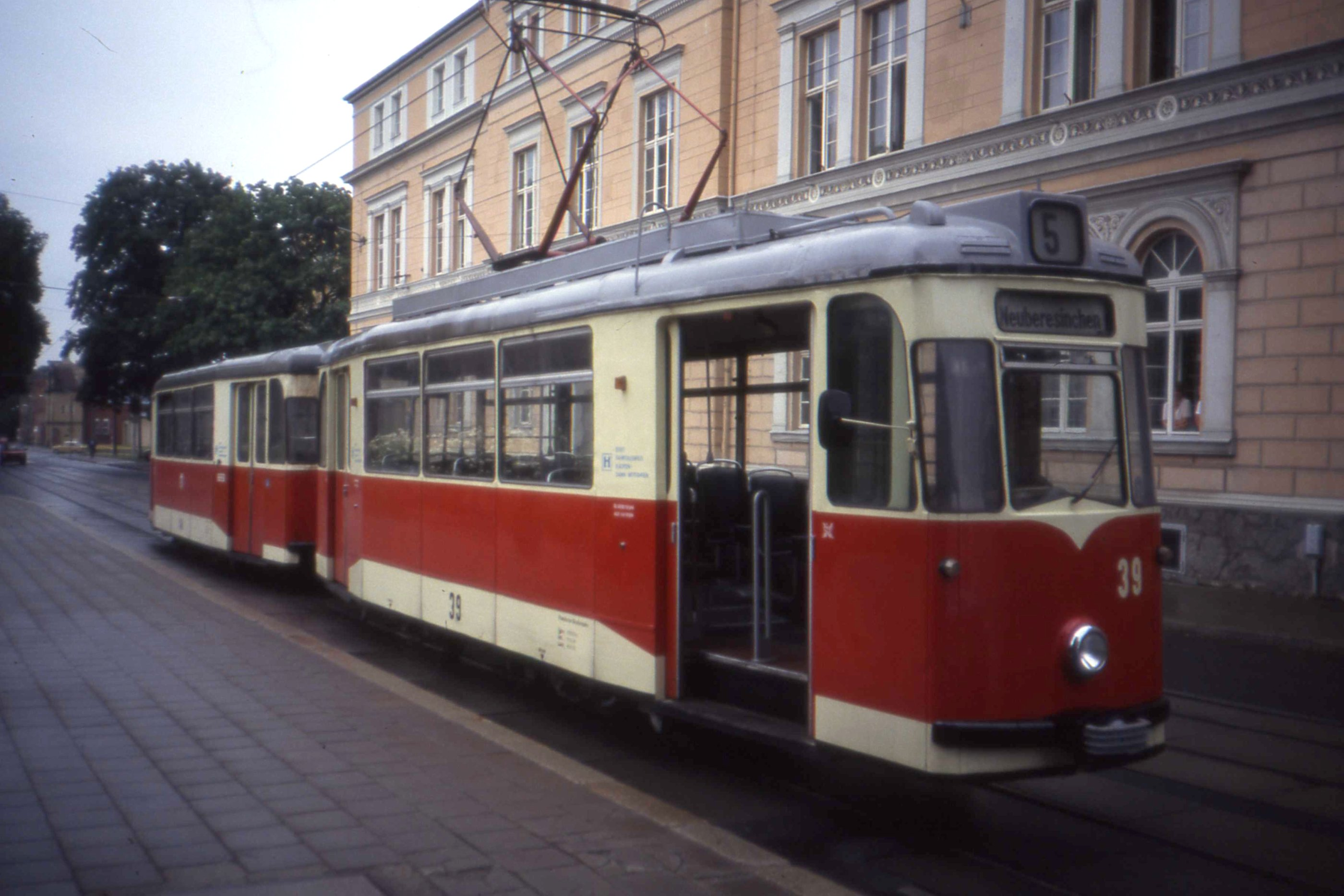
東ドイツ末期のゴータカー（1990年撮影）
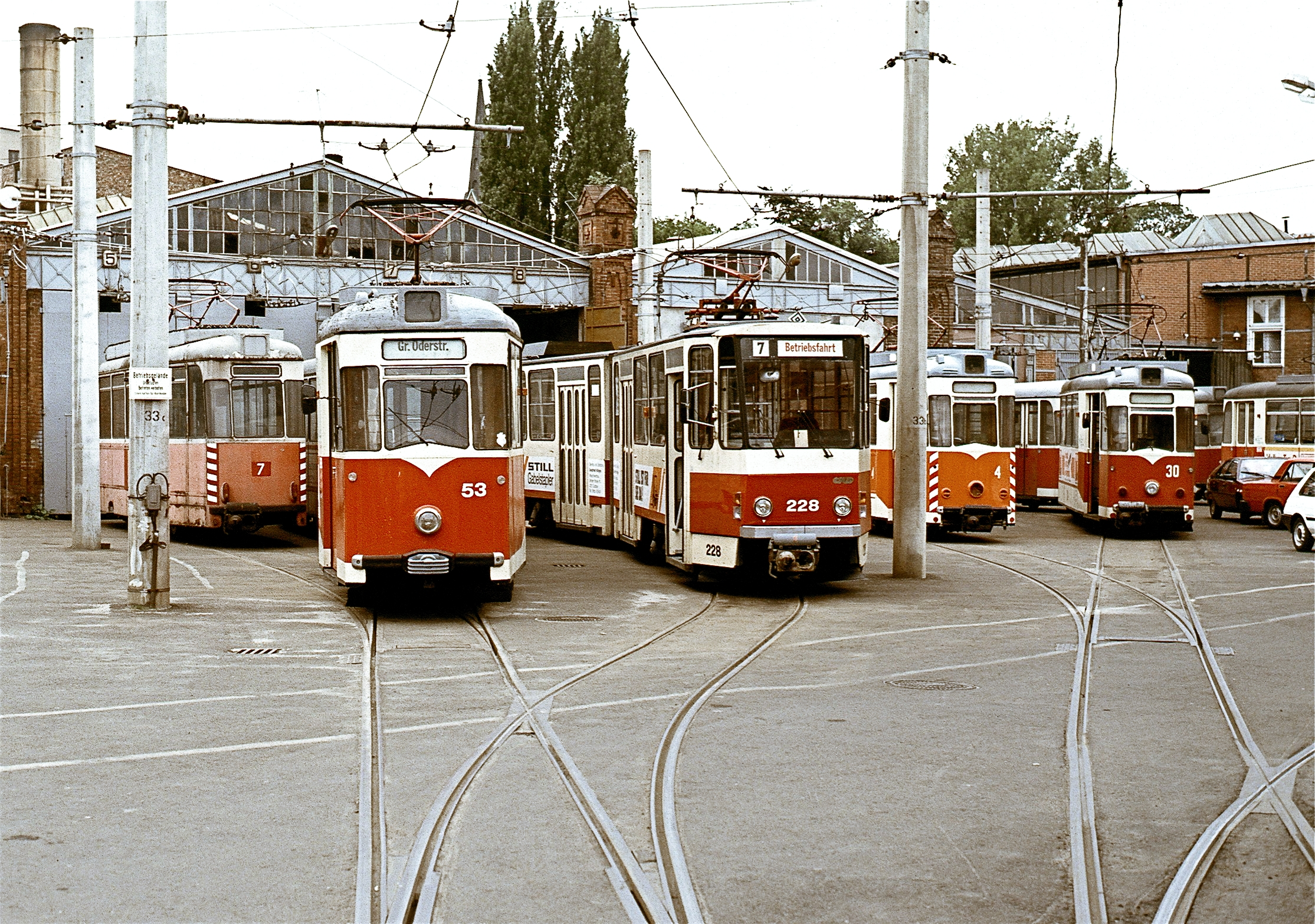
ドイツ再統一直後の車庫 当時の車両は東ドイツ時代のKT4Dやゴータカーだった（1991年撮影）

### ドイツ再統一後
ドイツ再統一を経た1992年以降、路面電車を含むフランクフルト（オーダー）市の公共交通機関は、同市が運営するフランクフルト（オーダー）都市交通会社（Stadtverkehrsgesellschaft mbH Frankfurt (Oder)、SVF）によって運行されている。発足当初は再統一後の経済的な混乱で公共交通の利用客が減少していた事もあり、合理化や信頼性の向上が優先されていたが、1993年以降収支が安定してきた事から、以降は路線バスと共に近代化の促進が行われるようになった。超低床電車の新造や集中制御システムの導入、1999年に開設された路線バス・路面電車双方に対応した総合整備工場の新設などはその一環である。
その一方で、第二次世界大戦により廃止された、オーダー川を渡り国境を越えた対岸のポーランド・スウビツェへ向かう路線の復活が2001年以降検討されたものの、2006年に実施された住民投票では83 %が反対の意見を示し、その後の再検討の結果2012年に両市を結ぶ路線バス路線として開通する運びとなった。また、超低床電車の更なる増備に関しても、交渉の長期化により受注を目指していた各企業が撤退する事態が起きている。ただし、SVFおよびフランクフルト（オーダー）市は、環境に優しい交通機関として今後とも路面電車の近代化を促進する方針を示しており、超低床電車の増備についてはブランデンブルク州の資金補助を受けて同州で運営する他の路面電車（コトブス市電、ブランデンブルク市電）と共に発注を実施し、2022年までに導入する計画を打ち出している。

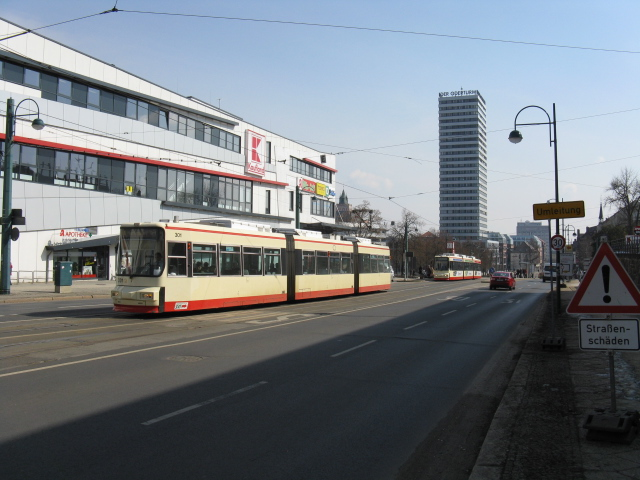
1993年には超低床電車が導入された（2013年撮影）
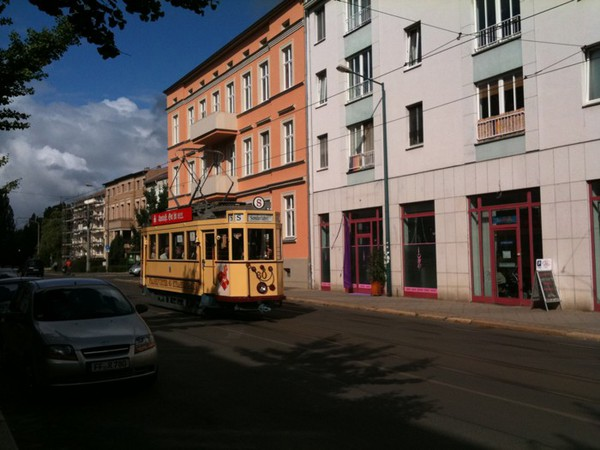
旧型電車の一部は動態保存が行われている（2013年撮影）

## 運行
2020年現在、フランクフルト（オーダー）市電では以下の5つの系統が運行されている。運賃は片道1.8ユーロで、定期券を始めとした日数が決められた乗車券では割引が実施される他、6歳から14歳までは小児運賃が適用される。また、スマートフォン用のアプリ「Bus & Bahn」や非接触式ICカードの「VBB-fahrCard」を使った支払いも可能である。
| 系統番号 | 起点               | 終点               | 備考 |
| -------- | ------------------ | ------------------ | --- |
| 1        | Neuberesinchen     | Stadion            | Bahnhof電停でフランクフルト（オーダー）駅と接続                                                                                            |
| 2        | Europa-Universität | Messegelände       | Europa-Universität電停はヴィアドリナ欧州大学の最寄り電停                                                                                   |
| 3        | Markendorf Ort     | Europa-Universität | 週末および休日は1往復のみ区間運転 Bahnhof電停でフランクフルト（オーダー）駅と接続 Europa-Universität電停はヴィアドリナ欧州大学の最寄り電停 |
| 4        | Markendorf Ort     | Lebuser Vorstadt   | Bahnhof電停でフランクフルト（オーダー）駅と接続                                                                                            |
| 5        | Neuberesinchen     | Messegelände       | Bahnhof電停でフランクフルト（オーダー）駅と接続                                                                                            |

## 車両

### 現有車両
2020年現在、フランクフルト（オーダー）市電では2形式の車両が営業運転に使用されている。これらの導入以前の主力車両であった2軸車のうち、戦前に製造された車両や東ドイツ時代に導入されたET50形やゴータカーなどの一部は、SVFから車両が移管されたフランクフルト（オーダー）歴史路面電車協会（Historische Straßenbahnen Frankfurt (Oder) e. V.）による動態保存が行われている。

#### KT4D

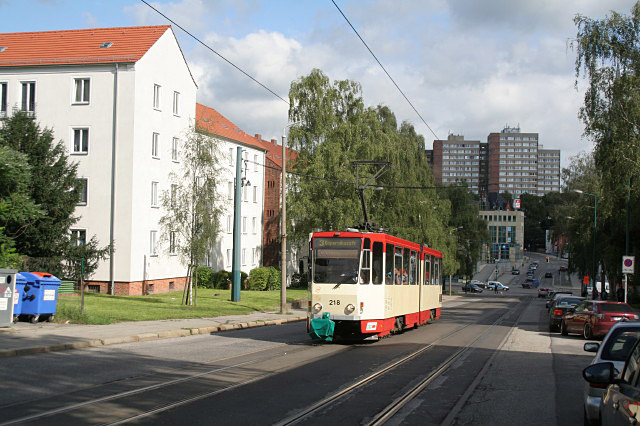
KT4Dm

チェコスロバキア（現：チェコ）に存在した鉄道車両メーカーのČKDタトラが製造した車両（タトラカー）。フランクフルト（オーダー）市電を始めとした、急曲線や狭い車両限界を有する路線向けに開発された、1車体1台車式の2車体連接車である。東ドイツ末期の1987年から1990年にかけて34両が導入され、うち29両は1992年から1995年にかけて内装や機器を中心とした更新工事の実施が行われ、形式名もKT4Dmに改められた。2020年現在残存するのはこのKT4Dmのうち15両だが、これらについても後述する超低床電車の増備に伴う置き換えが検討されている。

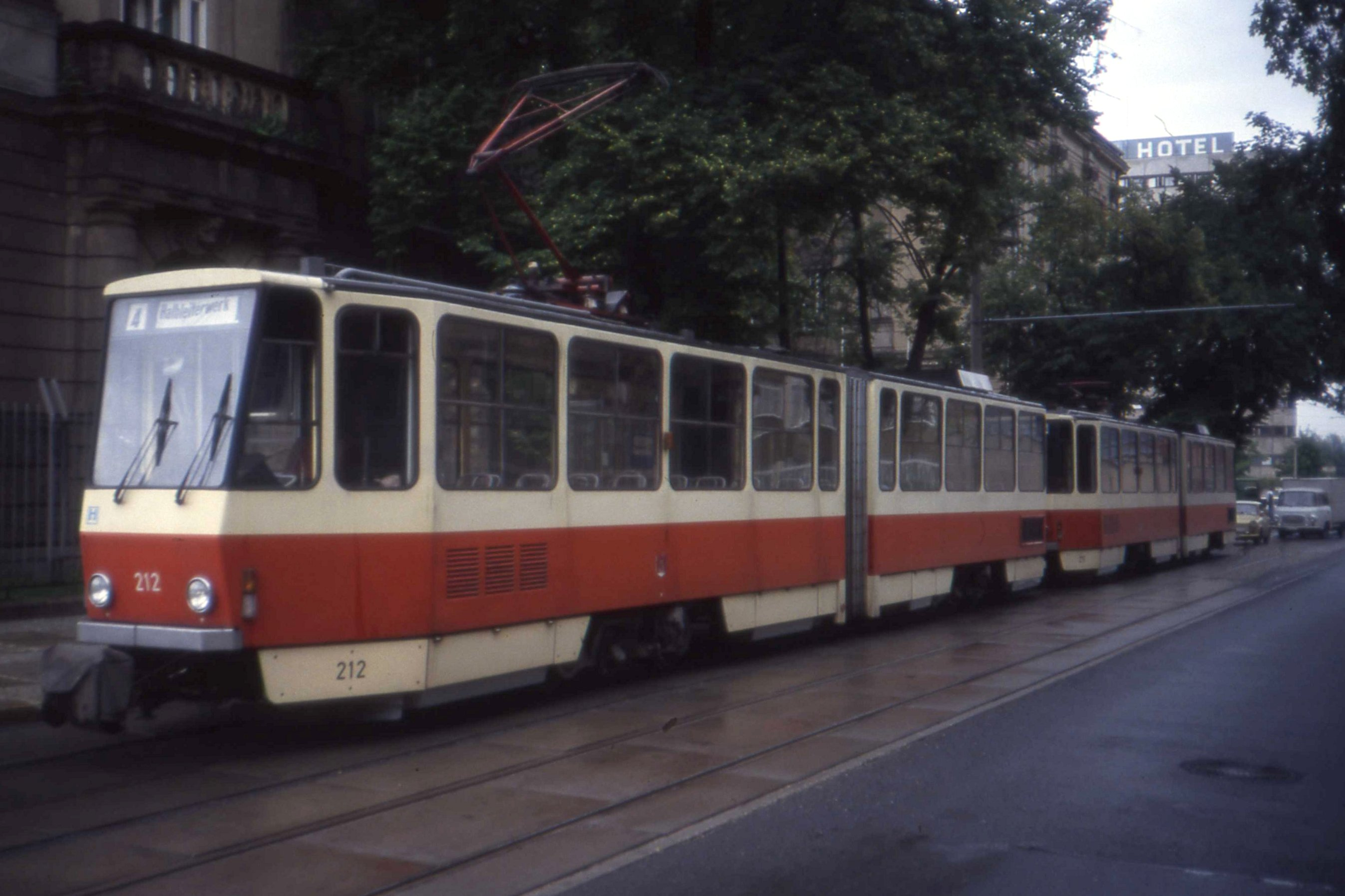
東ドイツ時代のKT4D（1990年撮影）
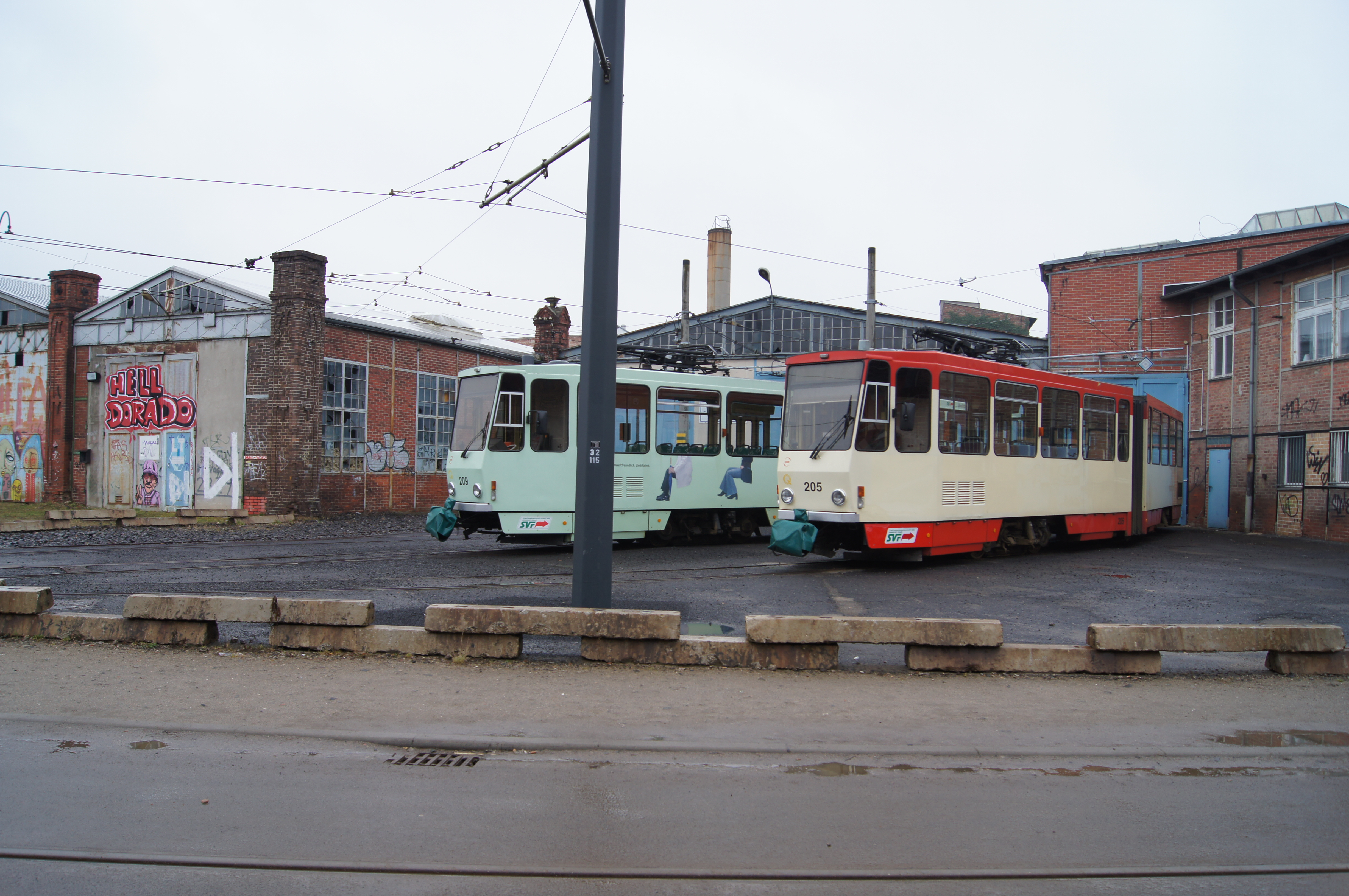
車庫で並ぶKT4Dm（2014年撮影）
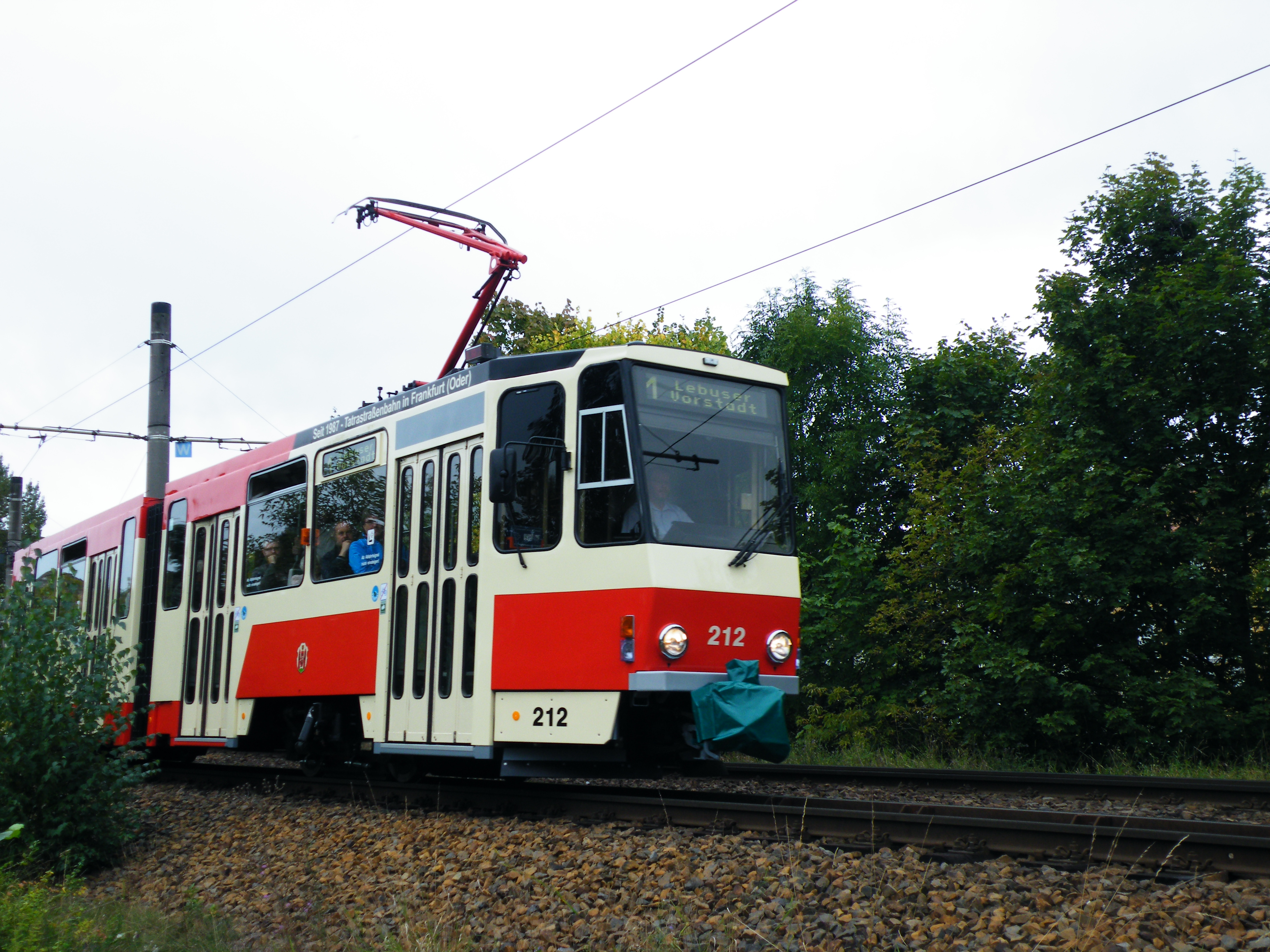
車体の一部を登場時の塗装に復元した車両（2017年撮影）

| KT4Dm 主要諸元 | KT4Dm 主要諸元 | KT4Dm 主要諸元 | KT4Dm 主要諸元               | KT4Dm 主要諸元               | KT4Dm 主要諸元               |
| 軌間           | 編成           | 運転台         | 備考・参考                   | 備考・参考                   | 備考・参考                   |
| -------------- | -------------- | -------------- | ---------------------------- | ---------------------------- | ---------------------------- |
| 1,000mm        | 2車体連接車    | 片運転台       | 定員は乗客密度4人/m2時の数値 | 定員は乗客密度4人/m2時の数値 | 定員は乗客密度4人/m2時の数値 |
| 編成長         | 車体幅         | 車体高         | 床上高さ                     | 床上高さ                     | 固定軸距                     |
| 編成長         | 車体幅         | 車体高         | 乗降扉付近                   | 車内                         | 固定軸距                     |
| 19,224mm       | 2,200mm        | 3,400mm        | 350mm                        | 700mm                        | 1,900mm                      |
| 最高速度       | 重量           | 定員           | 定員                         | 主電動機出力                 | 出力                         |
| 最高速度       | 重量           | 着席           | 立席                         | 主電動機出力                 | 出力                         |
| 65km/h         | 18.5t          | 34人           | 70人                         | 45.5kw                       | 182kw                        |

#### GT6M

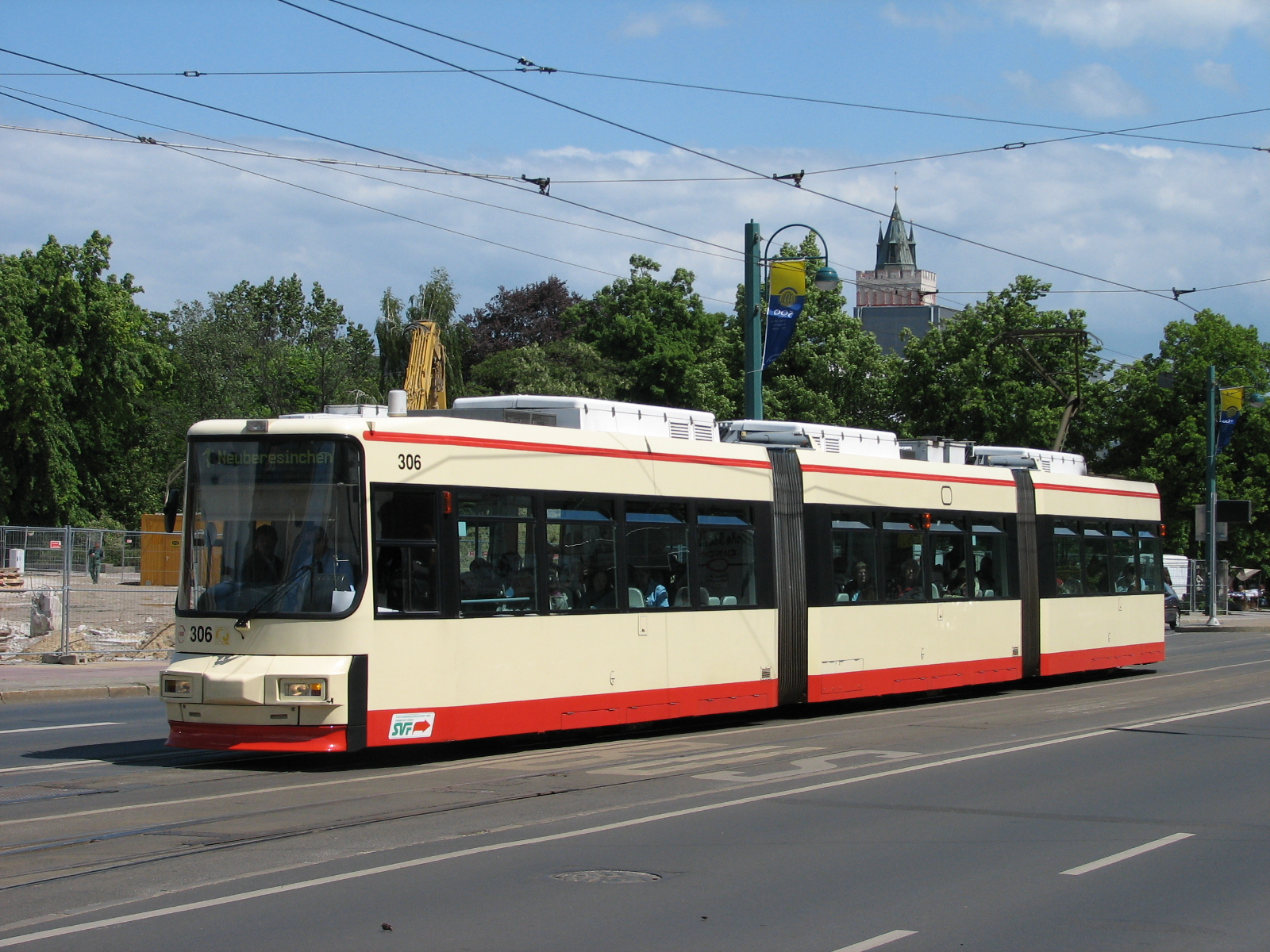
GT6M

車内全体の床上高さが350 mmに抑えられた、世界でも最初期に量産が行われた超低床電車・ブレーメン形の1つ。フランクフルト（オーダー）市電に導入されたのは軌間1,000 mmに対応した3車体連接車で、1993年に8両（301 - 308）が導入された。

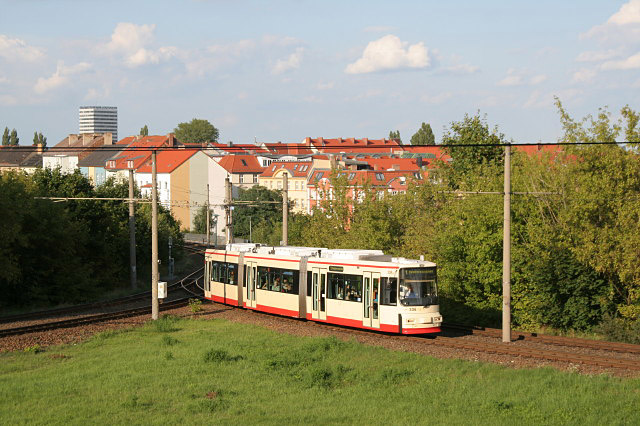
専用軌道区間を走行するGT6M（2010年撮影）
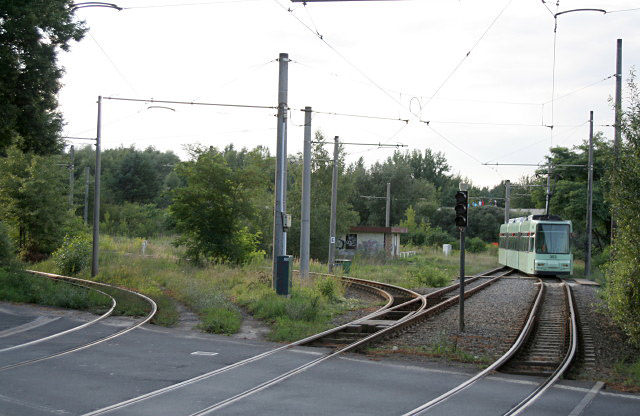
薄い青緑1色塗りの新塗装（2010年撮影）

| GT6M 主要諸元 | GT6M 主要諸元 | GT6M 主要諸元 | GT6M 主要諸元                | GT6M 主要諸元                | GT6M 主要諸元                |
| 軌間          | 編成          | 運転台        | 備考・参考                   | 備考・参考                   | 備考・参考                   |
| ------------- | ------------- | ------------- | ---------------------------- | ---------------------------- | ---------------------------- |
| 1,000mm       | 3車体連接車   | 片運転台      | 定員は乗客密度4人/m2時の数値 | 定員は乗客密度4人/m2時の数値 | 定員は乗客密度4人/m2時の数値 |
| 編成長        | 車体幅        | 車体高        | 床上高さ                     | 床上高さ                     | 固定軸距                     |
| 編成長        | 車体幅        | 車体高        | 乗降扉付近                   | 車内                         | 固定軸距                     |
| 27,260mm      | 2,300mm       | 3,110mm       | 300mm                        | 350mm                        | 1,850mm                      |
| 最高速度      | 重量          | 定員          | 定員                         | 主電動機出力                 | 出力                         |
| 最高速度      | 重量          | 着席          | 立席                         | 主電動機出力                 | 出力                         |
| 70km/h        | 29.0t         | 60人          | 96人                         | 100kw                        | 300kw                        |

### 導入予定の車両
フランクフルト（オーダー）市電を運営するフランクフルト（オーダー）都市交通会社はブランデンブルク州の路面電車（コトブス市電、ブランデンブルク市電）を運営する各交通事業者と共に、在籍する高床式電車の置き換えを目的とした超低床電車の入札を実施し、2021年にチェコのシュコダ・トランスポーテーションとの間に契約する事を発表した。同社が製造する電車は車内の70 %が低床構造となっている3車体連接・片運転台式のフォアシティ・プラスで、フランクフルト（オーダー）市電には「シュコダ46T」という形式名が与えられた車両が13両導入される事となっており、2024年から納入が始まっている。